# Прапор Звейндрехта (Нідерланди)
Прапор Звейндрехта був прийнятий як муніципальний прапор муніципальною радою тодішнього муніципалітету Звейндрехт в провінції Південна Голландія 28 липня 1938 року. Прапор можна описати так:
Три смуги однакової висоти жовто-чорно-жовті, з гербом Звейндрехта в чорній смузі.
Відповідно до зображення в щорічнику Haagsche Courant від 1941 року, прапор був квадратним і повернутий на 90 градусів, що не є нелогічним для маршового прапора. Тому ймовірно, що прапор був розроблений для вшанування молоді в Амстердамі в 1938 році. Пізніше прапору надали прямокутної форми, а зображення прапора розмістили горизонтально. У той час, коли був розроблений прапор, символи Нідерландів часто розміщувалися в центрі прапора. Після злиття з Гер'янсдам у 2003 році прапор було знову прийнято 14 червня 2005 року.

## Пов'язані символи

Герб Звейндрехта
Попередній прапор